# Louise du Néant
 (juillet 2025).
Si vous disposez d'ouvrages ou d'articles de référence ou si vous connaissez des sites web de qualité traitant du thème abordé ici, merci de compléter l'article en donnant les références utiles à sa vérifiabilité et en les liant à la section « Notes et références ».
Louise de Bellère du Tronchay, dite Louise du Néant, est une mystique française née en 1639 et morte en 1694. Elle est connue pour ses lettres envoyées à ses confesseurs, témoignage de la vie à la Salpêtrière au XVIIe siècle, mais surtout du basculement de l'expérience mystique vers l'état pathologique.

## Biographie
Louise de Bellère du Tronchay appartenait à une famille de la noblesse de l'Anjou, la famille Tronchay.
Durant son séjour à la Salpêtrière, tout d'abord en tant qu'internée, puis en tant que soignante, elle rédige de nombreuses lettres à ses confesseurs. Le dernier, le jésuite Jean Maillard (1618-1702), rédige une biographie qui sera publiée en 1732, accompagnée de certaines de ces lettres.

## Œuvre de Louise du Néant dans l'art
- Brice Pauset a composé une œuvre sur des textes de Louise du Néant, intitulée Exercices du Silence .
- Le groupe de Black Metal québécois Givre a composé un morceau intitulé Louise du Néant (1639 - 1694) présent sur l'album Le Cloître, sorti en 2024. L'album met en lumière le parcours de 6 femmes saintes à travers leur hagiographie, expliquant leur relation à la foi par la souffrance.